# Малый Лудошур
Ма́лый Лудошу́р — деревня в Глазовском районе Удмуртии, в составе Качкашурского сельского поселения.

## География
Деревня расположена на высоте 143 м над уровнем моря.
Улицы:
- Космонавтов
- Набережная
- Советская

## Население
| 2010 | 2011 | 2012 | 2015 |
| ---- | ---- | ---- | ---- |
| 183  | ↗191 | ↘180 | ↗186 |

Численность постоянного населения деревни составляет 191 человек (2011). В деревне есть фельдшерско-акушерский пункт.